# درک بارتون
سر درک هارولد ریچارد بارتون (Sir Derek Harold Richard Barton) FRS FRSE‏‏ (۸ سپتامبر ۱۹۱۸ – ۱۶ مارس ۱۹۹۸)، شیمی‌دان آلی انگلیسی و برنده جایزه ۱۹۶۹ نوبل بود.

## تحصیلات و اوان زندگی
بارتون در گریوسند، کنت به‌دنیا آمد. والدین او ویلیام توماس و ماود هنریتا بارتون (نام تولد: لوکس).
او در مدرسه گرامر گراوسند (۲۹–۱۹۲۶)، مدرسه کینگ، راکستر (۳۲–۱۹۲۹)، مدرسه تونبریج (۳۵–۱۹۳۲) و کالج فنی مدوی (۳۹–۱۹۳۷). در ۱۹۳۸ وارد کالج سلطنتی لندن شد، او در ۱۹۴۰ میلادی فارغ‌التحصیل شده و مدرک PhD خود را در شیمی آلی در سال ۱۹۴۲ میلادی به‌دست‌آورد.

## حرفه و تحقیقات
از ۱۹۴۲ تا ۱۹۴۴ میلادی بارتون محقق شیمی‌دان دولتی بود، سپس از ۱۹۴۴ تا ۱۹۴۵ میلادی برای آلبرایت و ویلسون در بیرمنگام کار کرد. سپس تبدیل به مدرس کمکی در دپارتمان شیمی کالج سلطنتی شده و از ۱۹۴۶ تا ۱۹۴۹، عضو محقق ICI بود.
طی ۱۹۴۹ و ۱۹۵۰، مدرس بازدیدکننده در محصولات طبیعی شیمی در دانشگاه هاروارد بود و قرائت‌کننده انتصابی در شیمی آلی بوده و در ۱۹۵۳ در کالج بیربک پروفیسور شد. در ۱۹۵۵ مبدل به پروفیسور رگیوس شیمی در دانشگاه گلاسگو، در سال ۱۹۵۷ به عنوان پروفیسور شیمی آلی در کالج سلطنتی مبدل شد. در ۱۹۵۰ میلادی، بارتون نشان داد که مولکول‌های آلی قادر اند کانفورماسیون ترجیحی داشته باشند، او این نتایج را براساس تجمیعی حاصل از فزیک‌دانان شیمی به‌دست‌آورد، به‌خصوص نتایج مرتبط با آد هسل. او با استفاده از تکنیک جدید تحلیل کانفورماسیونی، بعدها هندسه بسیاری از محصولات مولکولی طبیعی را تعیین کرد. در ۱۹۶۹، بارتون جایزه نوبل شیمی را با آد هسل به‌طور مشترک برای «خدمات در جهت توسعه مفهوم کانفورماسیون و کاربردش در شیمی» دریافت نمود.
در ۱۹۵۸، بارتون به عنوان پروفیسور بازدیدکنندهٔ آرتور دی. لیتل در مؤسسه فن‌آوری ماساچوست انتخاب شد و در ۱۹۵۹ میلادی به عنوان پروفیسور بازدیدکنندهٔ کارل فولکرز در دانشگاه‌های ایلینوی و ویسکونسین. در همان سال او به عنوان عضو افتخاری خارجی آکادمی هنر و علوم انتخاب شد.
در ۱۹۴۹ میلادی، اولین دریافت‌کنندهٔ مدال کوردی-مورگان بود و از انجمن سلطنتی شیمی جایزه دریافت کرد. در ۱۹۵۴ میلادی، به عنوان همکار جامعه سلطنتی و آکادمی بین‌المللی علوم، مونیخ، برعلاوه او به عنوان عضو جامعه سلطنتی ادینبورگ در ۱۹۵۶ انتخاب گردید. در ۱۹۶۵ نام‌برده به عنوان عضو شورا پالیسی علمی انتصاب شد. او در ۱۹۷۲ لقب شوالیه را دریافت نموده و به‌طور رسمی ملقب به سر درک بریتانیا شد. در ۱۹۷۸ میلادی هدایتگر مؤسسه Institut de Chimie des Substances Naturelles (ICSN - Gif Sur-Yvette) در فرانسه شد.
در ۱۹۷۷ میلادی، در روی‌داد صد سالگی مؤسسه سلطنتی شیمی، اداره پُست بریتانیا از او و ۵ شیمی‌دان برنده جایزه نوبل دیگر تجلیل کرده و دنباله‌ای از چهار تمبر پُستی را که موضوع‌شان کشفیات این دانش‌مندان بود، را منتشر ساخت.
او در ۱۹۸۶ به ایالات متحده (به‌طور خاص تگزاس) منتقل کرد و مبدل به پروفیسور برجسته در دانشگاه A&M تگزاس شد و این موقعیت را تا ۱۲ سال، یعنی زمان مرگش حفظ نمود.
در ۱۹۹۶، بارتون نسخه جامعی از آثار او را با عنوان «استدلال و تصور: انعکاس بر تحقیقات شیمی آلی» را منتشر ساخت.
به علاوه کارهای او در ارتباط با کانفورماسیون، نام او به خاطر تعدادی از واکنش‌ها در شیمی آلی هم‌چون واکنش بارتون، دکربوکسیلاسیون بارتون و دئوکسیژناسیون بارتون-مک‌کامبی در خاطرات مانده‌است.
مرکز تازه تأسیس علوم بارتون در مدرسه تونبریج در کنت، که به مدت ۴ سال در آن‌جا تحصیل کرده‌است، به افتخار او نام‌گذاری شده و ساخت آن در ۲۰۱۹ تکمیل شد.

## جوایز و افتخارات
بارتون به عنوان همکار انجمن سلطنتی (FRS) در ۱۹۵۴ میلادی انتخاب شد. در ۱۹۶۶ میلادی به عنوان عضوی از آکادمی علوم طبیعی لئوپلدینه آلمان انتخاب شد.
- بچلر شوالیه (۱۹۷۲)
- لژیون دونور (۱۹۷۲)

## زندگی شخصی
سر درک سه مرتبه ازدواج کرد: جین کیت ویلکینز در ۲۰ دسامبر ۱۹۴۴؛ کریسچن کاگنت در ۱۹۶۹؛ جودیت فون-لوینبرگر کاب ۱۹۹۳‏ و حاصل ازدواج اول او یک فرزند پسر است. او در کالج استیشن، تگزاس وفات نمود.